# C.F. Wandel
 Der er flere personer med dette navn, se Carl F. Wandel (flertydig).
Carl Frederik Wandel (født 15. august 1843, død 21. april 1930) var en dansk søofficer. Han var farbror til Sigurd Wandel.
Wandel blev officer 1863, kommandør 1892, kontreadmiral 1899 og viceadmiral 1905. Han tog sin  afsked 30.September 1906. I 1864 gjorde han tjeneste i skonnerten Absalon i Østersøeskadren, 1865—67 var han i fransk orlogstjeneste og deltog her i ekspeditionen til Mexiko. 1876—78 var han fører af postskibet til Island, 1880 deltog han i en amerikansk havundersøgelsesekspedition, 1881—86 chef for marineministeriets sekretariat og kommandokontor, 1886—88 leder af søopmålingerne i danske farvande, 1889—98 direktør for Søkort-Arkivet. Wandel var derhos jævnlig udkommanderet som chef, blandt andet 1884 og 1897 for panserskibet Helgoland, 1895 og 1896 for en videnskabelig ekspedition med Ingolf til Grønland, 1898 for fregatten Fyn til Middelhavet, senere var han chef for Københavns flydende defension og derefter gentagne gange chef for øvelseseskadrerne og 1905 for den eskadre, der førte kong Haakon til Norge. 1901—08 var han tilforordnet ved Forsvarskommissionen af 1901. I 1890 ansattes han som formand i kommissionen til undersøgelse af danske farvande; samme år blev han medlem af og 1895 formand i kommissionen til geologiske og geografiske undersøgelser i Grønland. Han var 1914—27 præsident i det Kongelige Danske Geografiske Selskab, derefter ærespræsident. Ved flere lejligheder er Wandel optrådt som forfatter af hydrografiske arbejder; han har endvidere skrevet: Søkrigen i de danske og norske Farvande 1807—14 (1915), Danmark og Barbareskerne 1746—1845 (1919), Nogle Livserindringer (1923), Dansk Handelsforsøg paa Levanten i det attende Aarhundrede (1927).